# Dolmen de la Ville Hamon

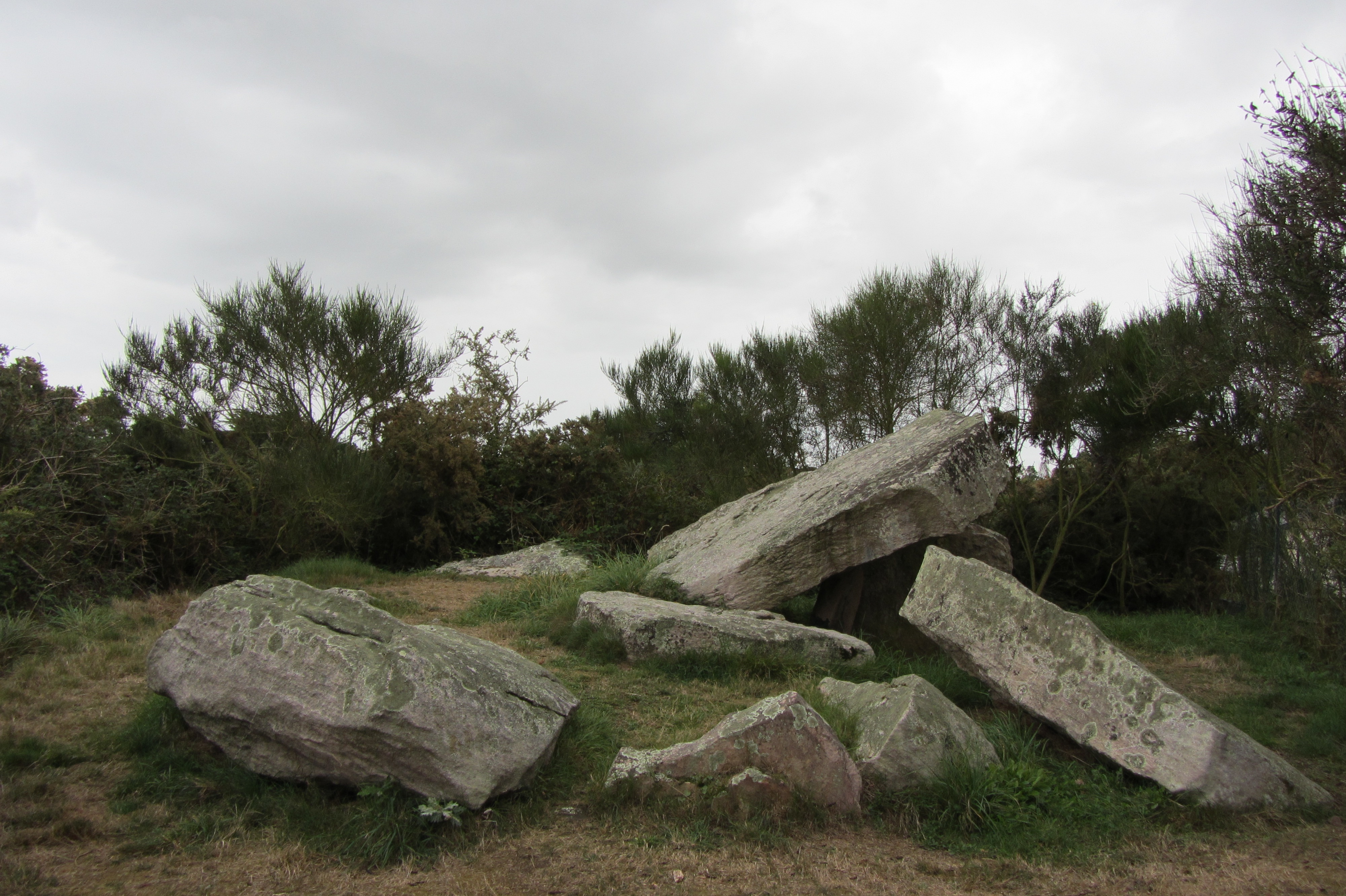
Dolmen de la Ville Hamon

Der Dolmen de la Ville Hamon (auch Dolmen von Erquy genannt) liegt östlich von Erquy im Département Côtes-d’Armor in der Bretagne in Frankreich. Dolmen ist in Frankreich der Oberbegriff für Megalithanlagen aller Art (siehe: Französische Nomenklatur). 
Die frühen Informationen zu diesem Dolmen stammen vor allem von den im regionalen Archäologie-Service in Rennes vorgehaltenen Dokumenten. Die seit 1880 hergestellten Beschreibungen erlauben es aber nicht, die Zusammensetzung der Reste des Dolmens und des Hügels zu bestimmen. Gaston de la Chenelière nimmt an, dass der Dolmen nie fertiggestellt wurde. Dagegen spricht, dass ein Zugang im Süden und die Unterteilung in zwei Kammern erkannt wird und ein Stein von 2,85 × 2,75 m und einer Dicke von 0,39 m halbwegs aufliegt. Das Material ist rosa Granit. 
Von dem wahrscheinlich sehr großen Dolmen mit Gang ist nur ein Gewirr von Steinen auf einem Hügel übrig geblieben. Ein großer Deckstein liegt immer noch schräg auf zwei Tragsteinen auf, aber der Rest liegt wahllos verstreut am Boden. Die Steine bedecken eine Fläche von etwa 36 m².